# Léon Laurent-Pichat
Léon Laurent-Pichat, fälschlicherweise auch Laurent Pichat, (* 11. Juli 1823 in Paris; † 12. Juni 1886 ebenda) war ein französischer Schriftsteller und Politiker.

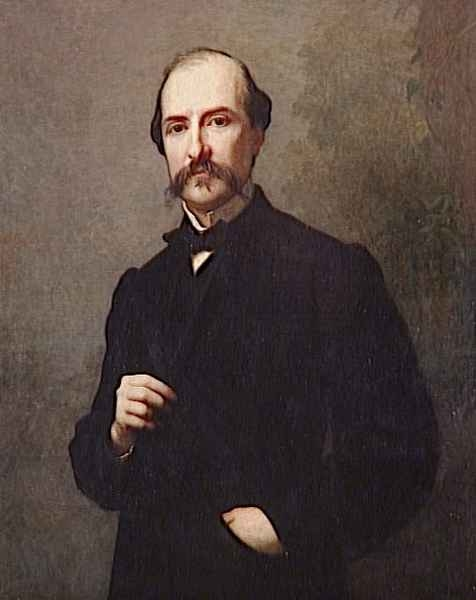
Laurent-Pichat auf einem Gemälde von Ernest Hébert

## Leben
Seine Schulzeit verbrachte Laurent-Pichat in einem Internat in Saint-Mandé und wechselte später auf das Lycée Charlemagne. Nach erfolgreichem Abschluss bereiste er zusammen mit den Söhnen des Schuldirektors Julien Chevreau Italien, Griechenland und Syrien.
Die Erlebnisse seiner Reise konnte Laurent-Pichat dann 1844 unter Mithilfe Victor Hugos veröffentlichen. Zur und nach der Februarrevolution 1848 publizierte Laurent-Pichat viele politische Artikel; meistenteils in der Zeitschrift „Propageteur de l'Aube“. Über den zuständigen Chefredakteur Louis Ulbach und seine Mitarbeit an der literarischen Zeitschrift „Revue des Deux Mondes“ machte er die Bekanntschaft mit Théophile Gautier, Arsène Houssaye u. a. Parnassiens. Adolphe Lemerre nahm dann auch einige Gedichte Laurent-Pichats in die später berühmt gewordene Anthologie Le Parnasse contemporain mit auf.
Laurent-Pichat war wegen seiner Mitwirkung beim Erscheinen von Gustave Flauberts Madame Bovary angeklagt, wurde aber freigesprochen.
Nach dem Deutsch-Französischen Krieg 1870/71 vertrat Laurent-Pichat das Département Seine in der Abgeordnetenkammer als Vertreter der Partei l’Union républicaine. Die Dritte Französische Republik berief Laurent-Pichat mit Wirkung vom 24. Februar 1875 zum Sénateur inamovible (Senator auf Lebenszeit).
Vier Wochen vor seinem 63. Geburtstag starb Léon Laurent-Pichat in Paris und fand seine letzte Ruhestätte auf dem Friedhof Père-Lachaise.

## Werke
Romane
- La païenne. Roman. 1857
- La sibylle. Roman. 1857
- Gaston. Roman. 1860

Lyrik
- Avant les jours. Poésies. 1868
- Libres paroles. Poésies. 1847
- Les réveils. Poésies. 1880.
- Les voyageuses.Poésies. 1844 (zusammen mit Henri Chevreau)